# معماری قلعه درخت جوزا
بقایای معماری قلعه درخت جوزا مربوط به دوره صفوی است و در شهرستان مشهد، بخش احمدآباد، روستای بالندر واقع شده و این اثر در تاریخ ۱۰ دی ۱۳۸۱ با شمارهٔ ثبت ۶۶۶۲ به‌عنوان یکی از آثار ملی ایران به ثبت رسیده است.